# 萬華區
25°01′55″N 121°29′58″E / 25.0319327°N 121.4993322°E
萬華區，舊稱「艋舺」，位於臺灣臺北市西部，是於1990年由原龍山區、雙園區大部份區域及城中區、古亭區小部份區域合併而成的行政區。發展歷史較早，境內擁有不少古蹟，也有青少年與國際觀光客喜愛前往的徒步商圈西門町，整體呈現新舊融合之發展景象。位於境內的果菜批發市場，是供應臺北市新鮮食材果菜與肉類的重要運銷中心。

## 地名考究
「萬華區」是個行政區名，若「萬華」一詞被指為地名，則是專指艋舺這一地區；萬華又稱為艋舺，日治時，因艋舺以台灣話發音（Báng-kah），與佛典中日語發音的「〔〕／〔〕 Manka ? 」相似，「艋舺」因此易名為「萬華」，今日台灣人猶稱其為「艋舺」。艋舺原為台灣原住民平埔族凱達格蘭族語「獨木舟」之意，因其為港口，多見獨木舟。艋舺因港商之利，曾經盛極一時，於清治時期，與台南府城、彰化鹿港並列為三大重要城市，有「一府二鹿三艋舺」之稱，現則有城市結盟。同屬南島語系的菲律賓語bangka，亦有船之意。

## 歷史沿革
本區原是凱達格蘭族（巴賽族）的雷里社、沙蔴廚社與里未社的活動範圍。原名艋舺，為凱達格蘭語獨木舟的音譯，因萬華西側為新店溪的港口，先民開發時有很多獨木舟停靠，因而得名。大正9年（1920年），取萬年繁華之意，改稱萬華:102。
- 康熙23年（1684年）劃屬諸羅縣。
- 雍正元年（1723年）改隸新成立的彰化縣。9年（1731年）改隸新成立的淡水廳。
- 光緒元年（1875年）設立臺北府，改隸新成立的淡水縣。11年（1885年）設立福建臺灣省。
- 明治28年（1895年）臺灣進入日治時期，今日萬華區分屬艋舺、下崁、加蚋仔三個街，隸屬於臺北縣臺北出張所（艋舺、下崁）與枋橋出張所（加蚋仔）。30年（1897年）劃歸臺北辨務署與新莊辨務署。31年（1898年）新莊辨務署併入三角湧辨務署。33年（1900年）三角湧辨務署改為大嵙崁辨務署。34年（1901年）廢縣置廳，改隸臺北廳大加蚋堡與擺接堡。42年（1909年）改隸艋舺區（艋舺）與古亭村區（下崁、加蚋仔）。
- 大正9年（1920年）廢廳置州，改隸臺北州臺北市。11年（1922年）町名改正，劃為濱町、築地町、壽町、末廣町、西門町、新起町、若竹町、老松町、八甲町、元園町、入船町、有明町、龍山寺町、新富町、綠町、柳町、堀江町、西園町、東園町、馬場町[3]。
- 1945年戰後臺北市改制為省轄市，今日萬華區分屬於龍山區（艋舺大部分）、雙園區（下崁、加蚋仔大部分）、古亭區（加蚋仔馬場町）、城中區（艋舺西門町北部）。
- 1967年臺北市升格為直轄市。
- 1990年合併龍山、雙園區（廈安里除外）與部分古亭、城中區成立萬華區。

## 地理位置
萬華區共有36個里，經過幾次行政區重畫後，目前的萬華區南以新店溪與新北市中和區、永和區為界，西以淡水河、新店溪與新北市三重區、板橋區分隔，北邊與大同區 中山區 以忠孝西路二段為界，東邊則以中華路與中正區接壤。
萬華區南北發展主軸為中華路、康定路及萬大路、東西主軸為和平西路。在大眾運輸方面，除了臺鐵萬華車站外，還有台北捷運板南線、松山線的西門站和龍山寺站，以及興建中的萬大線加蚋站，共3座捷運站。

## 分區發展
萬華區內可以分為幾個小區：
- 北部為艋舺

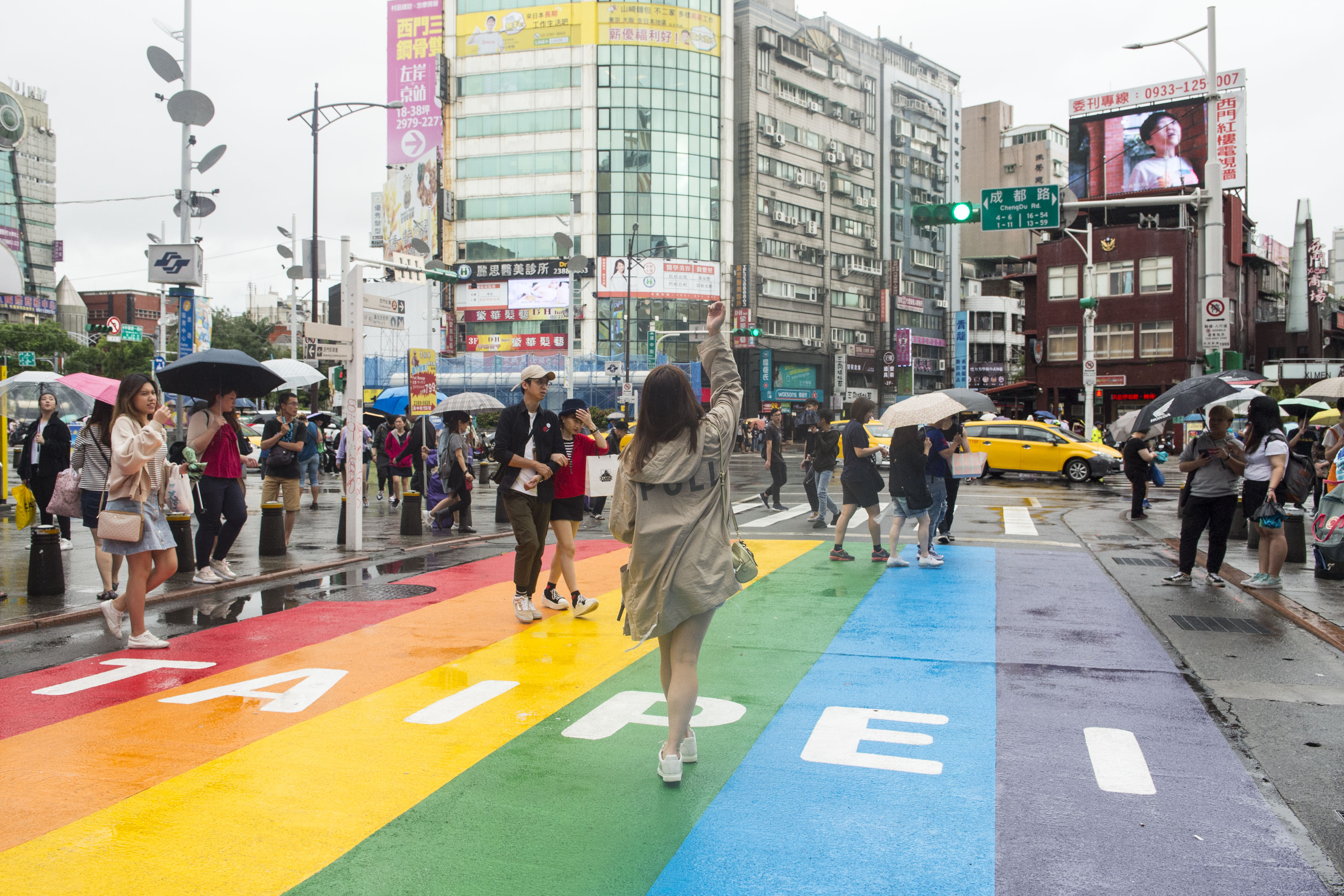
西門町是國際觀光客和年輕人經常造訪的知名景點

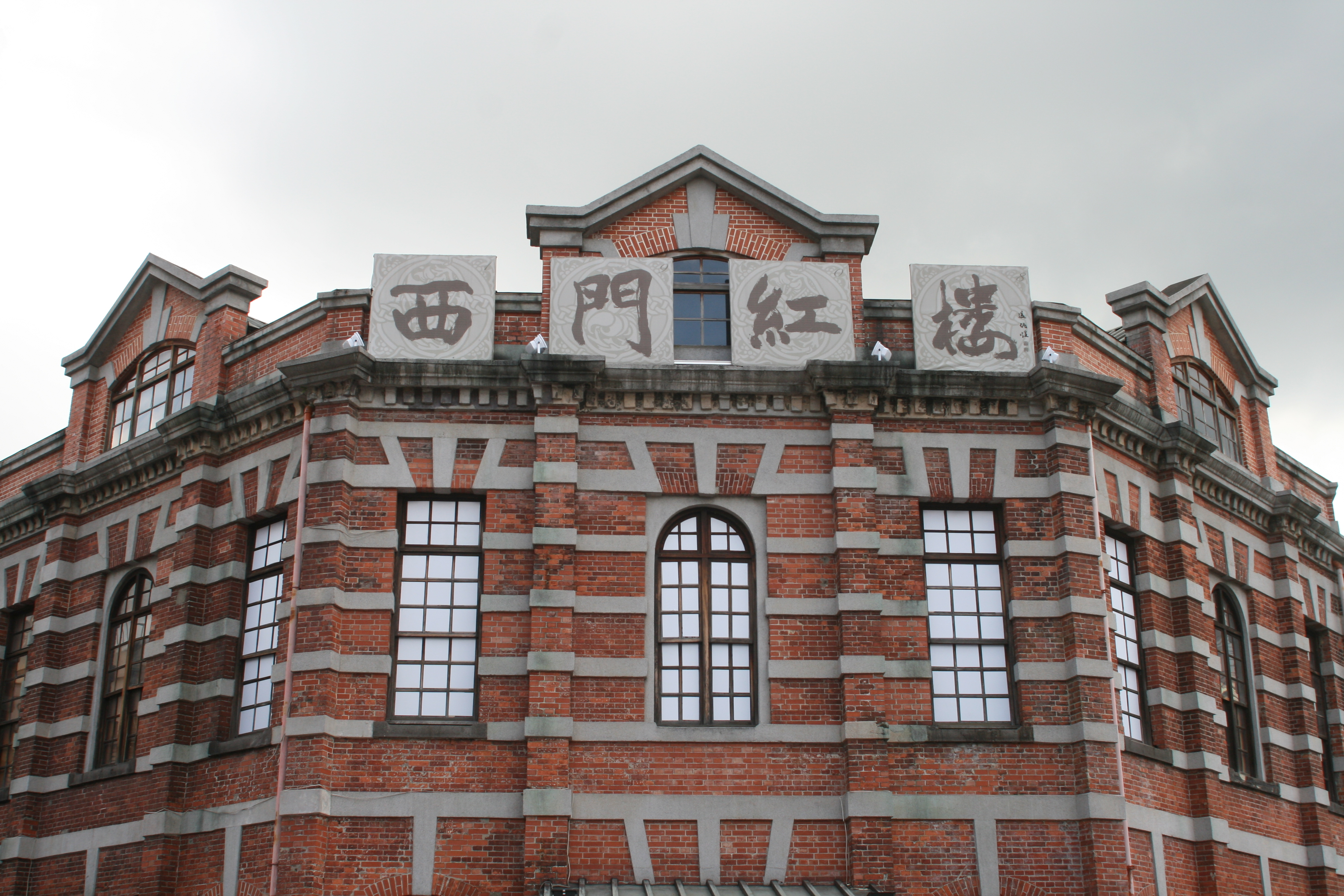
西門紅樓是西門商圈的古蹟

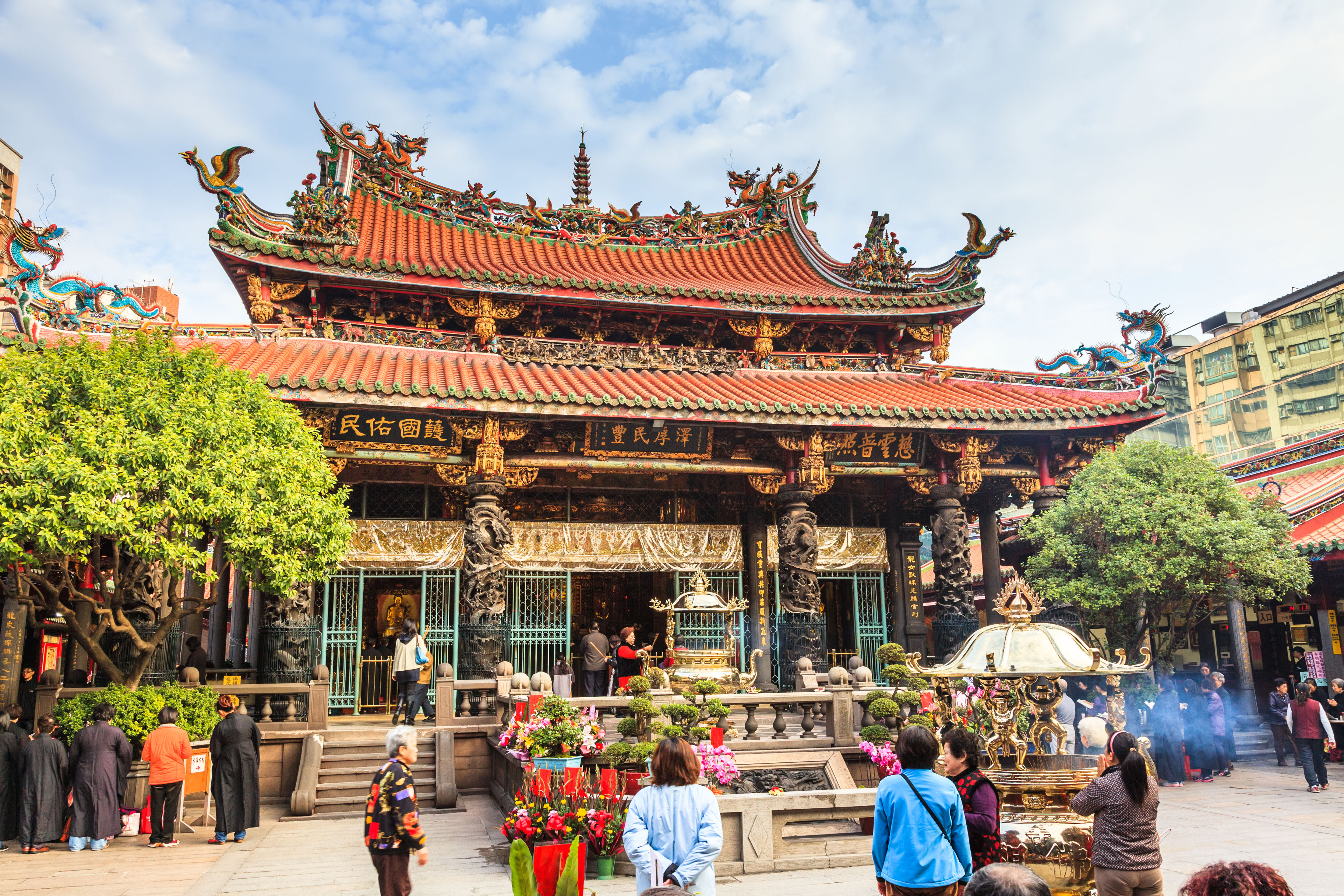
艋舺龍山寺是萬華的景點之一

  - 北邊的西門町為購物娛樂、商業、電影藝術文化中心，臺北市電影主題公園也設於西門町內。
  - 西邊的艋舺傳統街區為歷史、寺廟街區，其中有二級古蹟艋舺龍山寺、青草巷、剝皮寮、三級古蹟艋舺青山宮、華西街夜市等，外國遊客絡繹不絕。
    - 東三水街市場：位於剝皮寮旁的的東三水街市場的歷史悠久，更是當地人每天都會造訪的地方，市場內的蔬菜、水果和肉類皆一應俱全且極為新鮮，也包含各式生活用品及服飾類，可以說是非常繽紛的一座市場。
    - 青草巷：緊鄰龍山寺旁的街道便是著名的青草巷，還沒走到路口，一陣青草香便隨之撲鼻而來，有別於以往中藥店販賣乾燥藥材煎藥，青草巷是以販賣新鮮的青草為特點，店家不多，卻有上百種的草藥供顧客選擇，是台灣非常少見的景點。在開墾艋舺時期，流行疾病相當多，而民眾來到龍山寺拜拜祈求健康後便會到青草巷抓幾帖藥草回家煎，因此漸漸在龍山寺附近進形成藥草鋪的市集。
- 中部為下崁
  - 和平西路三段地面上有多條公車路線，地底下則有台北捷運板南線經過，設有捷運龍山寺站，四通八達，交通便利。
  - 艋舺公園位於艋舺和下崁交界，公園底下則為龍山寺地下街、龍山文創基地。
  - 縱貫鐵路地下化後，設置艋舺大道，周遭則為萬華車站及艋舺服飾商圈，中國時報也位於此處。
  - 華江橋水鳥保護區每年冬天有大量小水鴨、琵嘴鴨等候鳥棲息，也是一大特色。
- 南部為加蚋仔
  - 東南的南機場（馬場町）則為青年公園住宅休閒區，有大量的眷村、國宅，以及青年路泡沫紅茶街和南機場夜市（夜市位於比鄰的中正區）。
  - 西南的雙園位處新店溪、淡水河沿岸，有台北農產運銷公司、台北漁產運銷公司、台北畜產運銷公司、環南家禽市場、環南綜合市場等，是台北市民生物資的大本營。過去以東園街分為東西兩町，現行的次分區則為南北分界。

| 雙園        | 西園町 | 西園町 | 東園町 |
| ----------- | ------ | ------ | ------ |
| 西園 次分區 | 和德里 | 忠德里 | 日善里 |
| 西園 次分區 | 錦德里 | 忠德里 | 日善里 |
| 西園 次分區 | 孝德里 | 忠德里 | 全德里 |
| 東園 次分區 | 銘德里 | 保德里 | 壽德里 |
| 東園 次分區 | 榮德里 | 華中里 | 興德里 |

## 人口
1949年中華民國政府遷台後，萬華區南機場附近興建了大量眷村，所以中華路二段至萬大路間的外省人比率較高，除此之外多以本省人為主。而南機場夜市至青年公園之間，隨後又新建了大量的國宅，也發展出萬華區特有的國宅文化。
根據臺北市萬華區戶政事務所及臺北市政府民政局統計，2024年底萬華區戶數計有80,322戶，人口計有171,915人，其中男性人數為82,979人，女性人數為88,936人，性別比約為93.30，是臺北市性別比最高的行政區。區內人口最多與最少的里分別是華江里與騰雲里，2024年底兩里人口分別為7,880人與2,835人。萬華區與臺北市其他地區相同，面臨人口老化、少子化問題，2024年底萬華區總人口中，0至14歲人口佔比約為8.52%，15至64歲人口佔比約為66.27%，65歲以上人口佔比約為25.21%，老化指數約為295.84%，是臺北市人口老化程度最高的行政區。

## 政治

### 區政組織
萬華區公所是臺北市政府在萬華區的派出機關，在中華民國政府架構中為市政府綜理區政的執行機關，上級業務監督機關為臺北市政府。区长由市長任命，其任期為無任期保障。在區長、副區長及主任秘書之下，設有5課4室等9個內部單位。

### 行政區劃

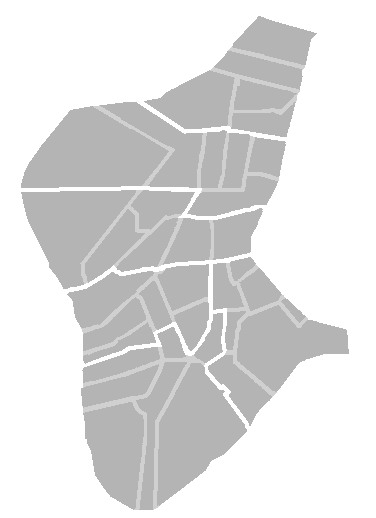
臺北市萬華區次分區位置圖：西門次分區（右上）、龍山次分區（上二）、大理次分區（上三）、西園次分區（左下二）、東園次分區（左下）、青年次分區（右下）。

| 聚落     | 舊町名                                                    | 分區           | 里別   | 地標   |
| -------- | --------------------------------------------------------- | -------------- | ------ | ------ |
| 艋 舺    | 濱町 築地町 壽町 末廣町                                   | 西 門 次 分 區 | 福星里 |        |
| 艋 舺    | 濱町 築地町 壽町 末廣町                                   | 西 門 次 分 區 | 萬壽里 |        |
| 艋 舺    | 西門町                                                    | 西 門 次 分 區 | 西門里 |        |
| 艋 舺    | 新起町                                                    | 西 門 次 分 區 | 新起里 | 祖師廟 |
| 艋 舺    | 元園町 入船町 若竹町 老松町 有明町 龍山寺町 八甲町 新富町 | 西 門 次 分 區 | 菜園里 | 老街   |
| 艋 舺    | 元園町 入船町 若竹町 老松町 有明町 龍山寺町 八甲町 新富町 | 龍 山 次 分 區 | 仁德里 | 法華寺 |
| 艋 舺    | 元園町 入船町 若竹町 老松町 有明町 龍山寺町 八甲町 新富町 | 龍 山 次 分 區 | 福音里 | 剝皮寮 |
| 艋 舺    | 元園町 入船町 若竹町 老松町 有明町 龍山寺町 八甲町 新富町 | 龍 山 次 分 區 | 青山   | 青山宮 |
| 艋 舺    | 元園町 入船町 若竹町 老松町 有明町 龍山寺町 八甲町 新富町 | 龍 山 次 分 區 | 富民里 | 龍山寺 |
| 下 崁    | 元園町 入船町 若竹町 老松町 有明町 龍山寺町 八甲町 新富町 | 龍 山 次 分 區 | 富福里 | 火車站 |
| 下 崁    | 柳町                                                      | 龍 山 次 分 區 | 柳鄉里 |        |
| 下 崁    | 柳町                                                      | 大 理 次 分 區 | 華江里 | 整宅   |
| 下 崁    | 柳町                                                      | 大 理 次 分 區 | 綠堤里 |        |
| 下 崁    | 綠町                                                      | 大 理 次 分 區 | 糖廍里 |        |
| 下 崁    | 堀江町                                                    | 大 理 次 分 區 | 和平里 |        |
| 下 崁    | 堀江町                                                    | 大 理 次 分 區 | 雙園里 |        |
| 下 崁    | 堀江町                                                    | 大 理 次 分 區 | 頂碩里 |        |
| 加 蚋 仔 | 東園町                                                    | 西 園 次 分 區 | 日善里 |        |
| 加 蚋 仔 | 東園町                                                    | 西 園 次 分 區 | 全德里 |        |
| 加 蚋 仔 | 西園町                                                    | 西 園 次 分 區 | 忠德里 |        |
| 加 蚋 仔 | 西園町                                                    | 西 園 次 分 區 | 孝德里 |        |
| 加 蚋 仔 | 西園町                                                    | 西 園 次 分 區 | 錦德里 |        |
| 加 蚋 仔 | 西園町                                                    | 西 園 次 分 區 | 和德里 |        |
| 加 蚋 仔 | 西園町                                                    | 東 園 次 分 區 | 銘德里 |        |
| 加 蚋 仔 | 西園町                                                    | 東 園 次 分 區 | 保德里 |        |
| 加 蚋 仔 | 西園町                                                    | 東 園 次 分 區 | 榮德里 |        |
| 加 蚋 仔 | 西園町                                                    | 東 園 次 分 區 | 華中里 |        |
| 加 蚋 仔 | 東園町                                                    | 東 園 次 分 區 | 興德里 |        |
| 加 蚋 仔 | 東園町                                                    | 東 園 次 分 區 | 壽德里 |        |
| 加 蚋 仔 | 馬場町                                                    | 青 年 次 分 區 | 日祥里 | 紀念丘 |
| 加 蚋 仔 | 馬場町                                                    | 青 年 次 分 區 | 忠貞里 |        |
| 加 蚋 仔 | 馬場町                                                    | 青 年 次 分 區 | 新忠里 | 舊市場 |
| 加 蚋 仔 | 馬場町                                                    | 青 年 次 分 區 | 新安里 |        |
| 加 蚋 仔 | 馬場町                                                    | 青 年 次 分 區 | 新和里 |        |
| 加 蚋 仔 | 馬場町                                                    | 青 年 次 分 區 | 凌霄里 |        |
| 加 蚋 仔 | 馬場町                                                    | 青 年 次 分 區 | 騰雲里 |        |

## 教育

### 大專院校
- 國立台北護理健康大學（城區部）

### 高級中學
- 台北市立華江高級中學
- 台北市立大理高級中學

### 國民中學
- 臺北市立龍山國民中學
- 台北市立萬華國民中學
- 台北市立雙園國民中學
- 台北市立大理高級中學附設國民中學

### 國民小學
- 臺北市萬華區福星國民小學
- 台北市萬華區西門國民小學
- 臺北市萬華區老松國民小學
- 臺北市萬華區龍山國民小學
- 台北市萬華區華江國民小學
- 臺北市萬華區大理國民小學
- 台北市萬華區雙園國民小學
- 台北市萬華區新和國民小學
- 臺北市萬華區西園國民小學
- 台北市萬華區萬大國民小學 [11]
- 臺北市萬華區東園國民小學
- 臺北市天主教私立光仁國民小學[12]

### 其他學校
- 台北韓國學校[13]
- 萬華社區大學[14]

### 幼兒園
- 臺北市立華江國民小學附設幼兒園
- 臺北市立老松國民小學附設幼兒園
- 臺北市立大理國民小學附設幼兒園
- 臺北市立龍山國民小學附設幼兒園
- 臺北市立福星國民小學附設幼兒園
- 臺北市立雙園國民小學附設幼兒園
- 臺北市立新和國民小學附設幼兒園
- 臺北市立西門國民小學附設幼兒園
- 臺北市立萬大國民小學附設幼兒園
- 臺北市立光仁國民小學附設幼兒園
- 臺北市立東園國民小學附設幼兒園
- 臺北市立西園國民小學附設幼兒園
- 臺北市立南海實驗幼兒園
- 臺北市立萬華幼兒園
- 育仁幼兒園
- 英才幼兒園
- 徳明幼兒園
- 世仁幼兒園
- 大森幼兒園
- 華城幼兒園
- 大理幼兒園
- 慈愛幼兒園
- 育光幼兒園
- 幼佳幼兒園
- 一村幼兒園
- 愛心幼兒園
- 博愛幼兒園

### 圖書館
- 台北市立圖書館東園分館- 天文氣象[15]
- 台北市立圖書館萬華分館- 臺北史蹟[16]
- 台北市立圖書館西園分館- 中國醫藥[17]
- 台北市立圖書館龍山分館[18]
- 台北市立圖書館柳鄉民眾閱覽室[19]
- 台北市立圖書館西門智慧圖書館
- 台北市立圖書館太陽能圖書館青年公園分館

## 公共設施

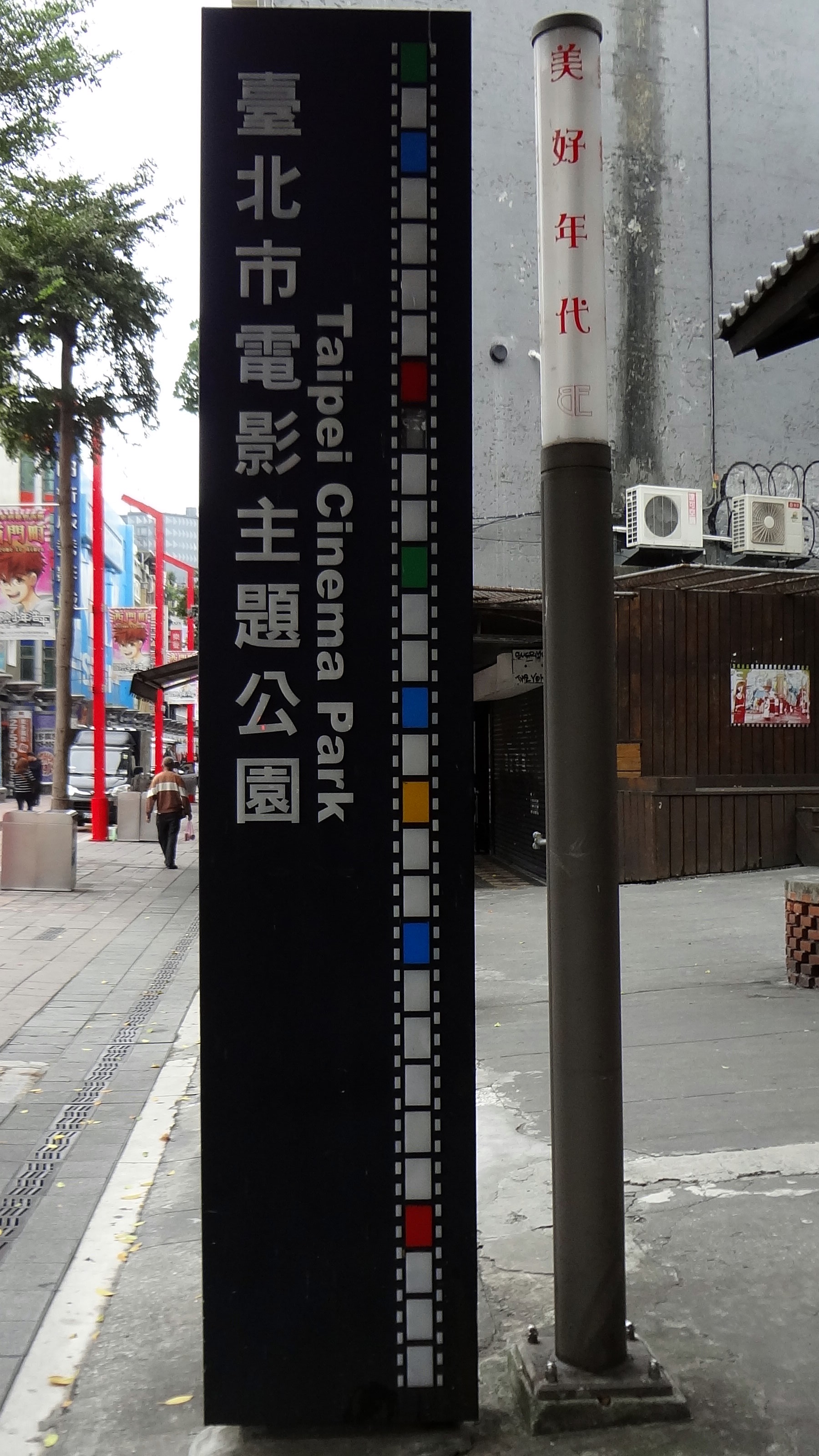
臺北市電影主題公園

行政機構
- 財政部臺北國稅局
- 交通部公路局
- 臺北市政府環境保護局環保稽查大隊
- 臺北市立文獻館
- 臺北市就業服務處[20]
- 臺北市勞動力重建運用處[21]
- 台北市勞動檢查處[22]
- 台北市勞動基準科[23]

警政
- 臺北市政府警察局萬華分局[24]
  - 西門町派出所
  - 龍山派出所
  - 康定路派出所
  - 大理街派出所
  - 華江派出所
  - 莒光派出所
  - 西園派出所[25]
  - 東園派出所[26]
  - 青年派出所

消防
- 臺北市政府消防局萬華中隊[27]
  - 雙園消防隊
  - 龍山消防隊

## 醫療機構
- 台大醫院北護分院
- 台北市立聯合醫院中醫院區、昆明院區
- 仁濟醫院
- 西園醫院[28]
- 萬華醫院[29]

## 體育設施
- 萬華運動中心
- 日本伊藤萬游泳學校 (台北艋舺校)
- 青年公園泳池館

## 文物展示館
- 臺北市鄉土教育中心[30]
- 剝皮寮街區[31]
- 萬華親子館[32]
- 日藥本舖博物館[33]
- 幸福公路館
- 糖廍文化園區 臺北製糖所
- 紅樓電影博物館[34]

## 媒體總部
- 中國時報
- 龍祥時代電影台
- 民本廣播公司

## 交通

### 鐵路
台灣鐵路
- 縱貫線：西門緊急停靠站（平時不開放）- 萬華車站

### 捷運
台北捷運
- 松山新店線：西門站
- 板南線：西門站 - 龍山寺站
- 萬大樹林線：加蚋站（興建中，預計2027年底完工）

### 道路

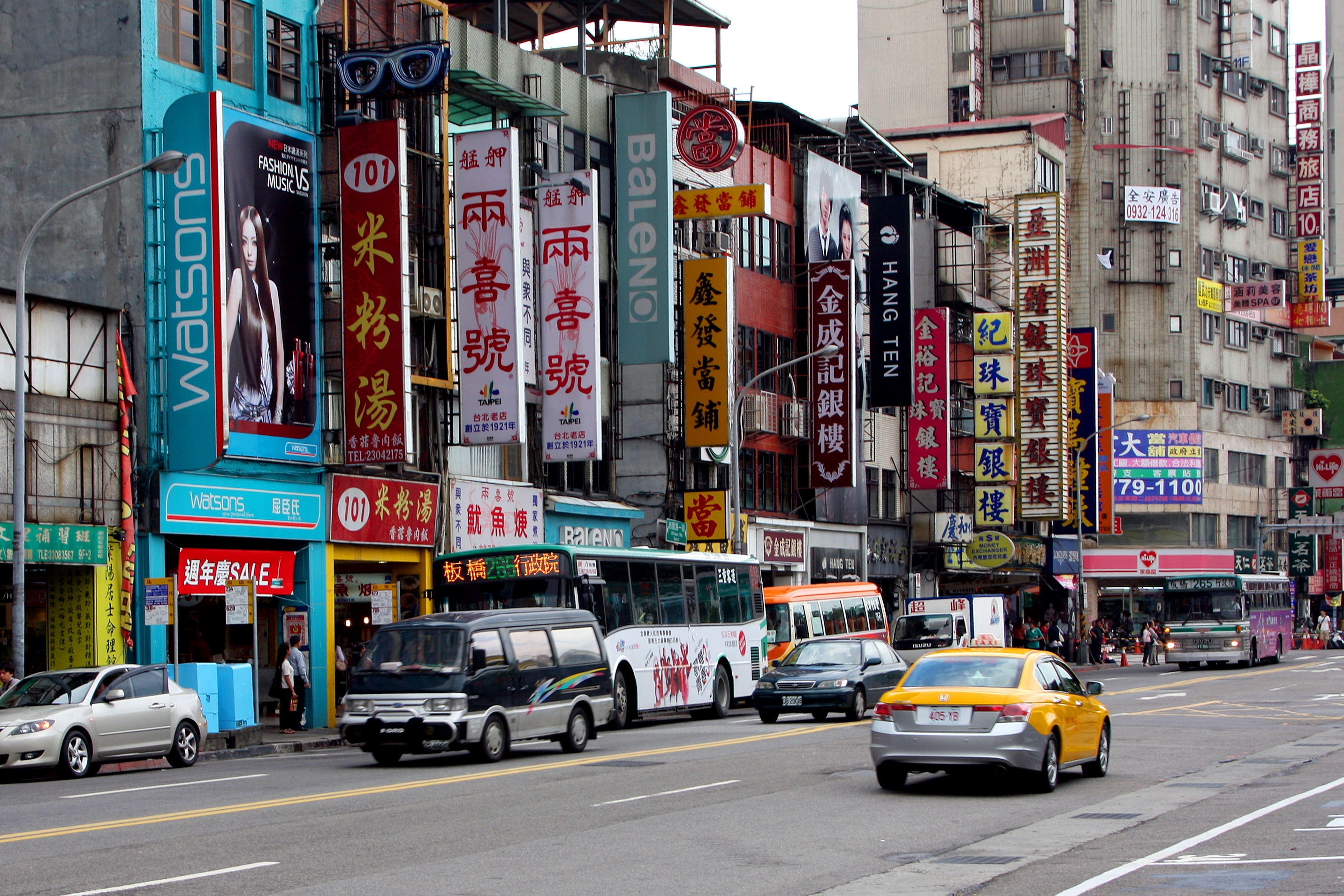
西園路一段

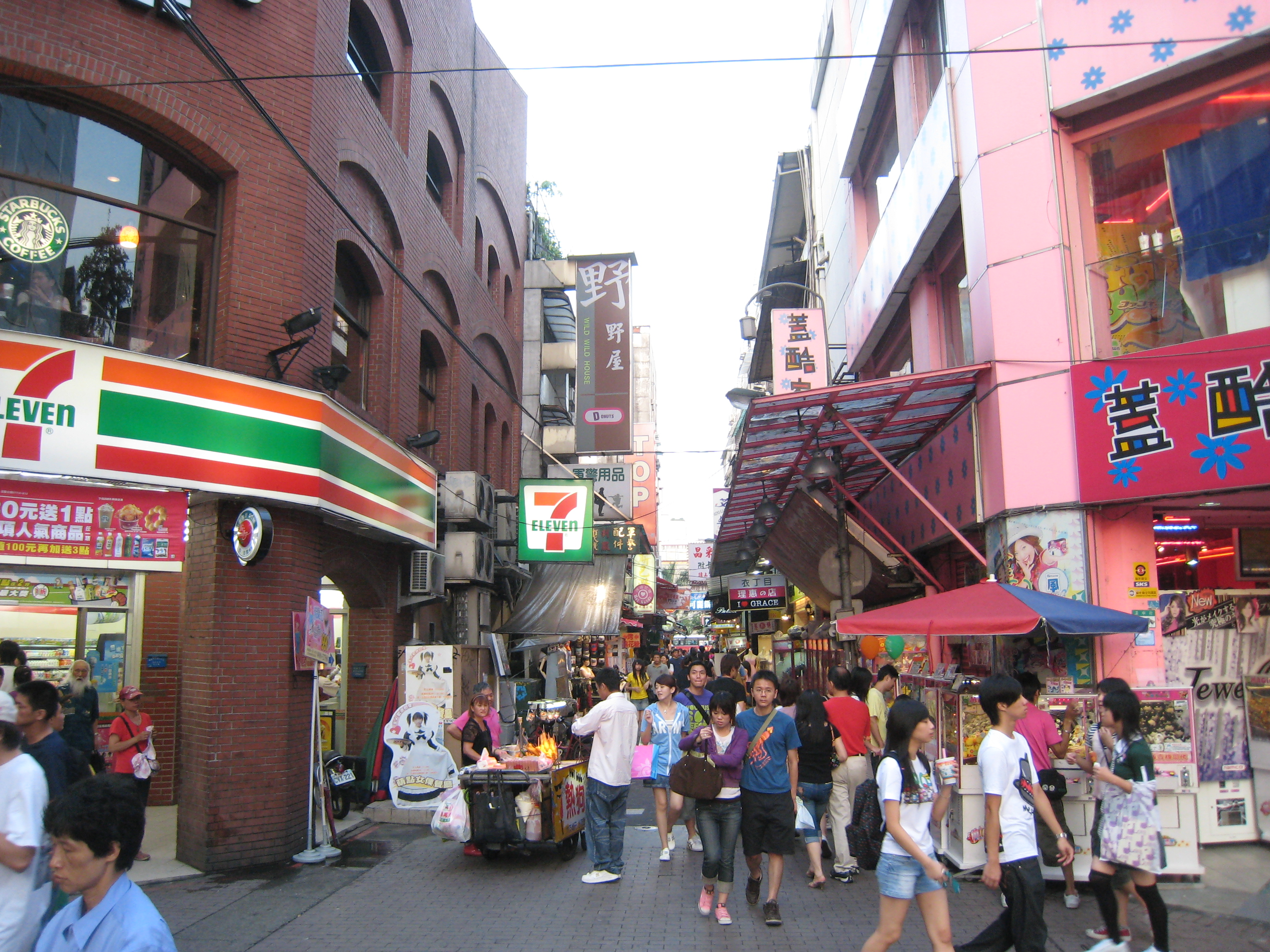
西門町

- 台1線：忠孝橋、忠孝西路
- 台3線：華江橋、和平西路、中華路
- 中興橋：通往新北市三重區的橋樑。
- 萬板大橋：通往新北市板橋區的橋樑。
- 華翠大橋：通往新北市板橋區的橋樑。
- 華江橋：通往新北市板橋區的橋樑。
- 光復橋：通往新北市板橋區的橋樑。
- 華中橋：通往新北市中和區的橋樑。
- 艋舺大道：位於萬華區的中間地帶，原為縱貫鐵路，鐵路地下化後與中華路、板橋縣民大道連成一線。
- 中華路一、二段：萬華東邊的主要道路，與中正區的區界，為台三線一段，日治時期稱「三線路」。
- 環河南路一、二段：萬華西邊的主要道路，瀕臨淡水河、新店溪。
- 和平西路三段：通往板橋、古亭的道路，為台三線一段，與華江橋聯結。
- 忠孝西路二段：通往三重、台北東區的道路，與大同區的區界。
- 西園路：貫穿南北萬華的西邊道路，也是通往埔墘、新北市板橋區的道路，為縣道114線的台北市路段，與光復橋聯結。
- 萬大路／康定路：是貫穿萬華的主要道路，也是通往新北市中和區的道路，與華中橋聯結。
- 西藏路：通往板橋、中正區的道路，與萬板大橋聯結。
- 成都路：西門通往三重、新莊的道路，為縣道104號的台北市路段。
- 昆明街：為單向道路（往北），貫穿艋舺，來往舊龍山區與西門町之間。
- 西寧南路：為單向道路（往南），貫穿艋舺，來往舊龍山區與西門町之間。
- 貴陽街二段：為單向道路（往東），可通往西門、博愛特區，是艋舺歷史最古老的街道。
- 桂林路：路底水門可行至華江橋往板橋的機車道和淡水河堤外機車專用道。
- 廣州街：許多商家林立，往東可至小南門。
- 東園街：為加蚋仔重要道路，曾是東園町與西園町分界。
- 青年路：相鄰青年公園，於中華路二段484巷和南海路相連接。

### 公車
欣欣客運
- 聯營1 華江站 - 松仁路
- 聯營18 萬華 - 麟光新村
- 新北249 華夏科大 - 台北車站
- 聯營252 石壁坑 - 台北車站
- 聯營253 景美女中 - 台北車站
- 聯營568 華江站 - 捷運麟光站
- 聯營670 華夏科大 - 台北車站
- 聯營671 景美女中 - 台北車站
- 聯營673 東園 - 大鵬新村(實際上發車點為華江站)
- 聯營907 萬華 - 汐止(實際上發車點為華江站)
- 聯營藍28 東園 - 興隆站(實際上發車點為華江站)
- 聯營藍29 東園 - 萬華運動中心(實際上發車點為華江站，返程車會繞駛峨嵋街口(聯合醫院中興院區)與青年公園)
- 聯營棕22 景美 - 青年公園

大都會客運
- 聯營9 萬華 - 社子國小
- 聯營12 東園 - 民生社區
- 聯營20 永春高中 - 青年公園
- 聯營38 環南市場 - 吳興街(尖峰的起點站為東園，返程車的終點站為環南市場，之後空車開回東園)
- 聯營38（副線） 東園公園-捷運龍山寺站(實際上發車點為東園，返程車會繞駛環南市場與雙園國中)
- 聯營49 東園 - 建國北路
- 聯營260 東園 - 陽明山
- 聯營262 德霖科大-民生社區
- 聯營262區間車 中和-民生社區
- 聯營270 中華路 - 凌雲五村
- 聯營重慶幹線 (原601) 東園 - 天母

臺北客運
- 新北201 圓通寺 - 龍山寺
- 聯營205 東園 - 中華科大
- 新北231 德霖科大 - 西門
- 聯營234 板橋 - 西門
- 新北242 中和 - 中華路
- 新北243 中和 - 西門
- 新北245 德霖科大 - 台大醫院
- 新北264 板橋 - 蘆洲
- 聯營307 板橋 - 撫遠街
- 聯營310 板橋 - 士林
- 聯營604 板橋 - 民生社區
- 新北624 新店 - 西門
- 聯營630 東園 - 東湖
- 聯營651 板橋 - 臺北市政府
- 新北656 德霖科大 - 台大醫院
- 新北658 板橋 - 西門
- 新北667 板橋 - 臺北車站
- 新北701 迴龍 - 西門
- 新北705 三峽 - 西門
- 新北706 三峽 - 西門
- 新北965 板橋 - 金瓜石
- 新北內科通勤專車21(原956) 板橋 - 內科

大有巴士
- 聯營212  舊莊 - 青年公園 (行經南港路)
- 聯營212(直行忠孝東路) 舊莊 - 青年公園
- 聯營212(夜間公車) 舊莊 - 青年公園
- 聯營257  新莊高中 -聯合醫院忠孝院區

首都客運
- 聯營62 東園 - 三重
- 聯營204(包含204區間車) 東園 - 麥帥新城
- 聯營235 新莊 - 國父紀念館
- 聯營307 板橋 - 撫遠街
- 聯營621 二重 - 捷運永春站
- 聯營662 三重 - 國父紀念館
- 聯營663 新莊 - 國父紀念館
- 新北藍2 新莊 - 捷運西門站

三重客運
- 聯營221 蘆洲 - 臺北車站
- 聯營232 蘆洲 - 捷運善導寺站
- 聯營忠孝幹線(原232副) 蘆洲 - 松山車站
- 聯營232快速公車 蘆洲 - 松山車站
- 聯營265 土城 - 行政院(經中央路)
- 聯營265（區間車） 板橋 - 行政院
- 聯營265（夜間） 土城 - 行政院(行經板橋車站)
- 聯營513 輔仁大學 - 捷運台大醫院站
- 新北635 迴龍 - 臺北
- 新北637 泰山 - 臺北
- 新北640 五股 - 捷運台大醫院站
- 新北783 五股 - 西門
- 新北835 新北產業園區 - 捷運台大醫院站
- 新北985（萬大樹林線先導公車） 捷運輔大站 - 捷運龍山寺站

指南客運
- 聯營202 中和 - 國父紀念館(實際上起點站為新店及人中學)
- 聯營202（副線） 錦繡 - 國父紀念館
- 聯營660 深坑 - 圓環
- 新北797 五股 - 市政府
- 聯營1503 五股 - 動物園

光華巴士
- 聯營206 天母 - 中華路
- 聯營246 普濟堂 - 果菜市場
- 聯營250 永和 - 後港里
- 聯營中山幹線 (原220) 天母 - 青年公園

大南汽車
- 聯營218 新北投 - 萬華
- 聯營218直 新北投 - 萬華
- 聯營223 關渡 - 青年公園
- 聯營265 土城 - 行政院(經明德路)
- 聯營265（區間車） 板橋 - 行政院
- 聯營265（夜間）土城 - 行政院
- 聯營302 關渡宮 - 萬華

中興巴士
- 聯營304（重慶北路） 304重慶線 故宮 - 中和（行經重慶北路）
- 聯營304（承德路） 304承德線 故宮 - 中和（行經承德路）

## 宗教信仰

### 道教和臺灣民間信仰
艋舺龍山寺、艋舺清水巖、艋舺青山宮與西門町天后宮（原艋舺新興宮）合稱「艋舺四大廟」。
- 艋舺福德宮：艋舺最早的的土地祠，創立於1720年左右，因拓寬西昌街而遷至長沙公園。
- 艋舺地藏庵：主祀地藏王菩薩，位於臺灣臺北市萬華區西昌街，為艋舺龍山寺之從屬寺廟，興建於1760年。
- 艋舺晉德宮：主祀助順將軍，位於臺灣臺北市萬華區西門町，現為中華民國直轄市市定三級古蹟，建於1862年。
- 艋舺集義宮：主祀朱、池、李三府千歲，置有配偶神三夫人媽。位於臺灣臺北市萬華區康定路249號，創建於1900年。
- 艋舺龍津宮：主祀順正大王，位於臺灣臺北市萬華區長沙街2段184號，創建於1825年。
- 艋舺金義宮：主祀蕭府太傅，位於臺北市萬華區梧州街2巷6號。
- 啟天宮：又名料館媽祖廟，位於臺灣臺北市萬華區廣州街，興建於清朝同治年間。
- 廣照宮：主祀飛天大聖，位於臺灣臺北市萬華區壽德里長泰街54號。
- 艋舺真武殿：主祀玄天上帝，位於西昌街38及40號，興建於1912年。
- 代天府北行宮：主祀五府千歲，位於臺灣臺北市和平西路。
- 台北東隆宮：主祀溫府千歲，位於臺灣臺北市萬華區環河南路。
- 北天宮：主祀關聖帝君，位於臺灣臺北市桂林路。
- 聖安宮 (萬華區)：主祀天上聖母，位於臺灣臺北市西園路。
- 艋舺平安寶塔：主祀托塔天王，位於臺灣臺北市貴陽街二段114巷。

### 佛教
- 慈雲寺 (臺北市)：位於臺灣臺北市西門町漢口街二段119、121、123號，創立於1840年，屬龍華派之齋堂。
- 台北法華寺:位於臺灣臺北市萬華區西寧南路的觀音寺，創立於1919年。
- 信心堂：位於臺灣臺北市萬華區西園路、供奉釋迦牟尼佛，原為齋教龍華派齋堂，創立於1924年。
- 巖清寺：位於臺灣臺北市萬華區環河南路，主祀釋迦牟尼和田都元帥，創立於1979年。

### 基督宗教
| 宗派                             | 教會（禮拜堂 / 聖堂） |
| -------------------------------- | --- |
| 天主教                           | 柳州街耶穌救主堂、聖女小德蘭朝聖地、大理街復活堂、萬大路玫瑰聖母堂 |
| 路德宗（信義會）                 | 基督教路德會真光堂 |
| 歸正宗長老會（臺灣基督長老教會） | 艋舺教會、雙園教會、西園教會、華興教會、臺北信愛教會 |
| 浸禮宗（浸信會）                 | 基督教浸信會、基督教青年公園浸信會 |
| 靈糧堂                           | 雙園靈糧福音中心、萬華靈糧福音中心、財團法人臺北市中國基督教靈糧世界佈道會臺北靈糧堂 |
| 召會                             | 台北市召會（第2、18、50、64聚會所） |
| 其他                             | 基督教貴格會東園教會、基督教台灣貴格會三一堂、基督教貴格會恩光堂、真道教會、社團法人中華民國基督教拿撒勒人信德會、台北市基督教以馬內利教會、萬華信心聖經教會、真耶穌教會東園教會、基督生命教會 |

## 觀光旅遊
- 凱達大飯店Caesar Metro，2017開幕[35]

### 活動慶典
- 西門文化節
- 加蚋文化節（保儀大夫祭）[36]
- 艋舺甘蔗祭
- 華江雁鴨季[37]
- 艋舺大拜拜（青山靈安尊王夜巡）
- 萬華嘉年華
- 2017臺北燈節
- 龍山寺元宵節花燈
- 萬華老城咖啡香

### 展覽空間
- 台北市鄉土教育中心（剝皮寮，包含永興亭）
- 台北服飾文化館（原萬華區公所廳舍-93年9月2日區公所遷移至和平西路3段120號辦公）[38]
- 萬華區史展示中心[39]（長沙街2段171號2樓）

#### 公園
大型公園
- 龍山河濱公園[40]
- 雙園河濱公園
- 華中河濱公園
- 華江雁鴨自然公園[41]
- 馬場町紀念公園
- 新糖廍公園-台北糖廍文化園區[42]
- 西門町電影主題公園[43]
- 青年公園
- 艋舺公園（萬華12號公園）

社區公園
- 東園公園 [44]
- 西園公園 [45]
- 二棵樹公園
- 綠堤公園 [46]
- 華江1號公園[47]
- 華江2號公園[48]
- 華江7號公園[49]
- 華江8號公園[50]
- 柳鄉公園[51]
- 桂林公園[52]
- 華西公園[53]
- 萬華51號公園[54]
- 青山公園 [55]
- 保德公園[56]

- 老松公園 [57]
- 寺前公園[58]
- 長沙公園（艋舺福德宮）[59]
- 聚德公園 [60]
- 福星公園[61]
- 大理公園 [62]
- 長順公園 [63]
- 錦德公園[64]
- 壽德公園 [65]
- 和平青草園[66][67]
- 266號綠地[68]
- 萬華406號廣場（台北西本願寺）[69]
- 福星公園[70]
- 榮德社區公園
- 萬華408號公園

### 古蹟
萬華區為台北市最早發展的區域，在西側擁有大量古蹟。

#### 直轄市定古蹟

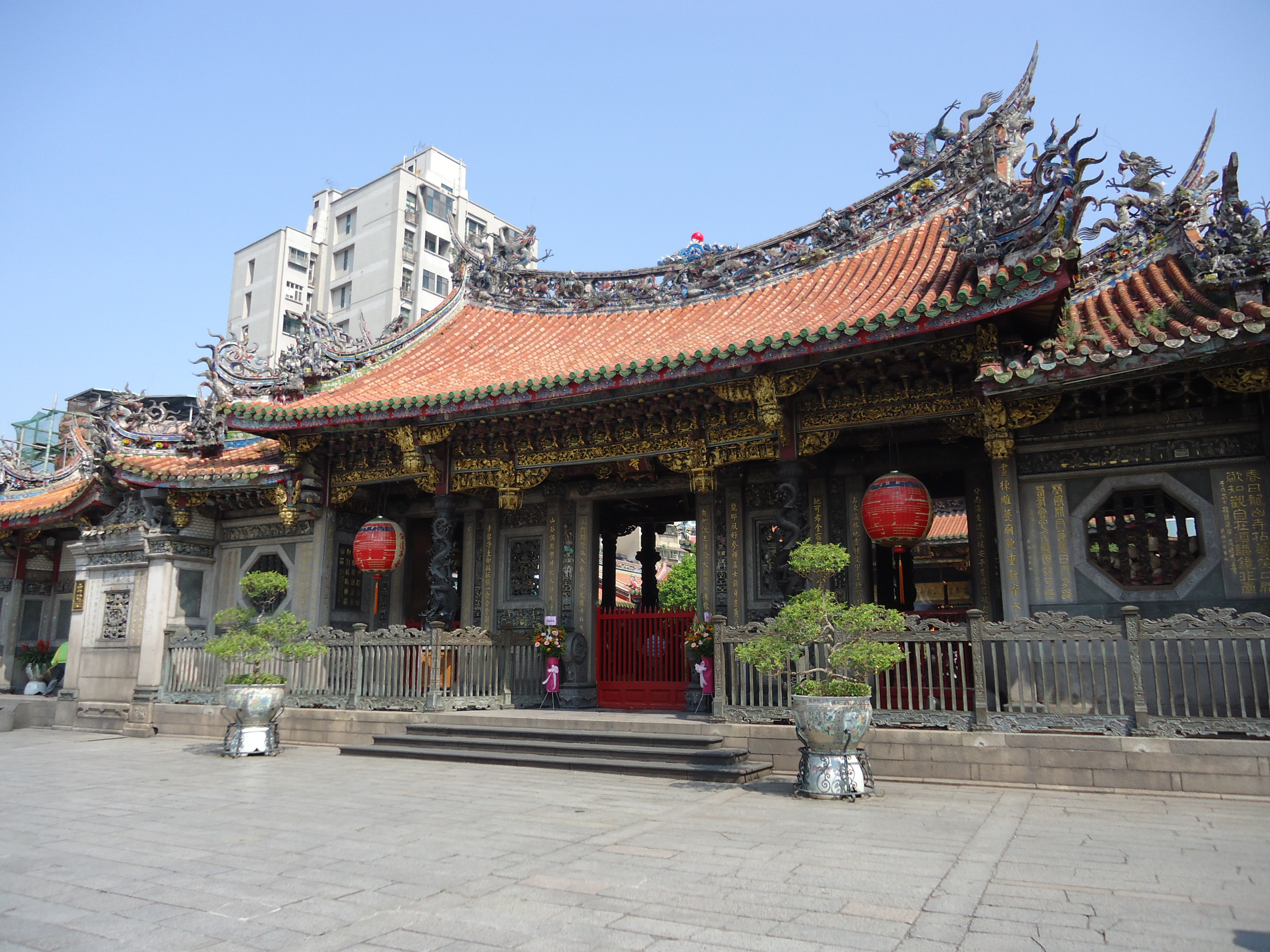
艋舺龍山寺。

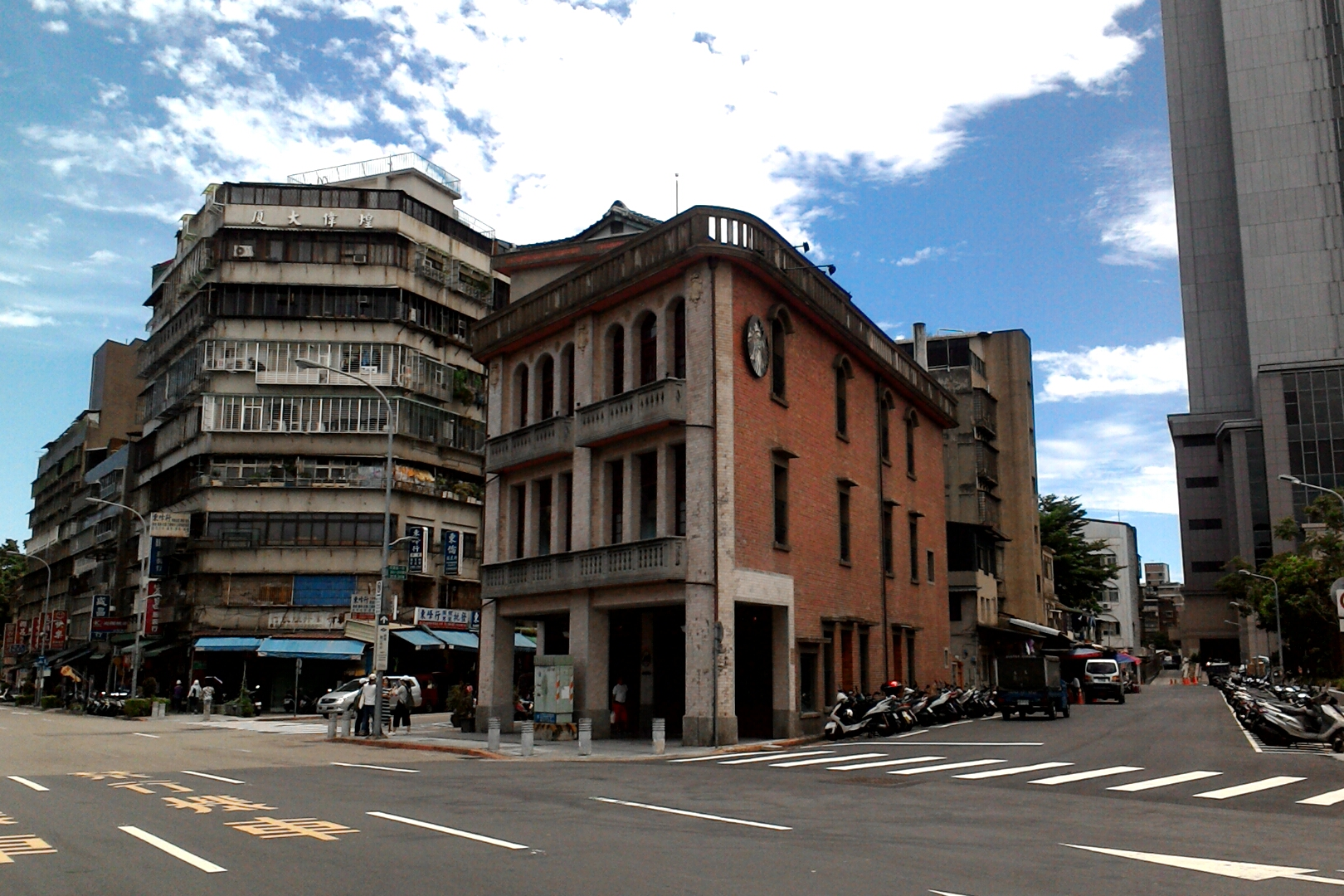
西園路旁的萬華林宅。

| 名稱                                              | 種類     | 地址                                                    | 備註                                                            |
| ------------------------------------------------- | -------- | ------------------------------------------------------- | --------------------------------------------------------------- |
| 艋舺龍山寺                                        | 寺廟     | 台北市萬華區廣州街211號                                 |                                                                 |
| 艋舺青山宮                                        | 寺廟     | 台北市萬華區貴陽街二段218號                             |                                                                 |
| 艋舺地藏庵(包含艋舺大眾廟)                        | 寺廟     | 台北市萬華區西昌街245號                                 |                                                                 |
| 艋舺清水巖                                        | 寺廟     | 台北市萬華區康定路81號                                  | 與龍山寺、保安宮合稱台北市三大廟門。艋舺 (電影)的主要拍攝場景。 |
| 台北慈雲寺                                        | 寺廟     | 台北市萬華區漢口街二段119、121、123號                   |                                                                 |
| 艋舺助順將軍廟（晉德宮）                          | 寺廟     | 台北市萬華區康定路13號                                  |                                                                 |
| 西門紅樓(紅樓劇場/西門町電影博物館，原新起町市場) | 劇場     | 台北市萬華區成都路10號                                  |                                                                 |
| 學海書院(高氏宗祠)                                | 書院     | 台北市萬華區環河南路二段93號                            | 今日內部為高氏宗祠。                                            |
| 艋舺謝宅                                          | 宅第     | 台北市萬華區西昌街88號                                  | [ 71 ]                                                          |
| 萬華林宅(艋舺林宅)                                | 宅第     | 台北市萬華區西園路一段306巷24、26號                     | 現址為星巴克艋舺門市                                            |
| 艋舺洪氏祖厝                                      | 宅第     | 台北市萬華區莒光路112巷1、3、5號，112巷9弄2、6、8、10號 | [ 72 ]                                                          |
| 老松國小                                          | 學校     | 台北市萬華區桂林路64號                                  |                                                                 |
| 臺糖台北倉庫                                      | 倉庫     | 台北市萬華區大理街132號之7、之9、之10                   |                                                                 |
| 台北西本願寺(鐘樓、樹心會館)                      | 建築物   | 台北市萬華區中華路一段（長沙街二段與貴陽街二段間）      |                                                                 |
| 新富市場                                          | 產業設施 | 台北市萬華區三水街70號                                  |                                                                 |
| 國立臺北護理健康大學城區部文教大樓                | 學校     | 台北市萬華區內江街89號                                  |                                                                 |

#### 歷史建築

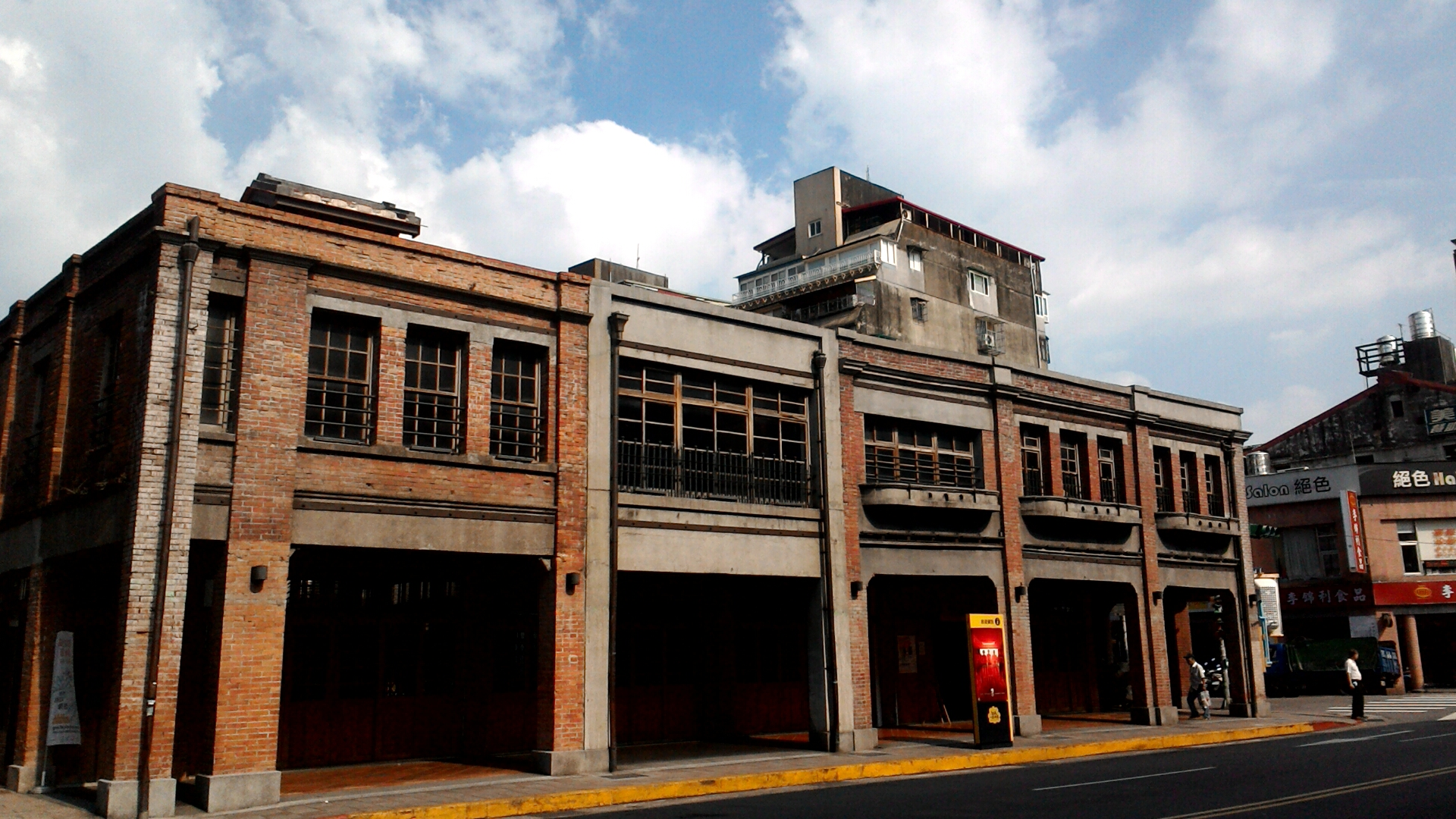
剝皮寮歷史建築群位於康定路旁的街屋。

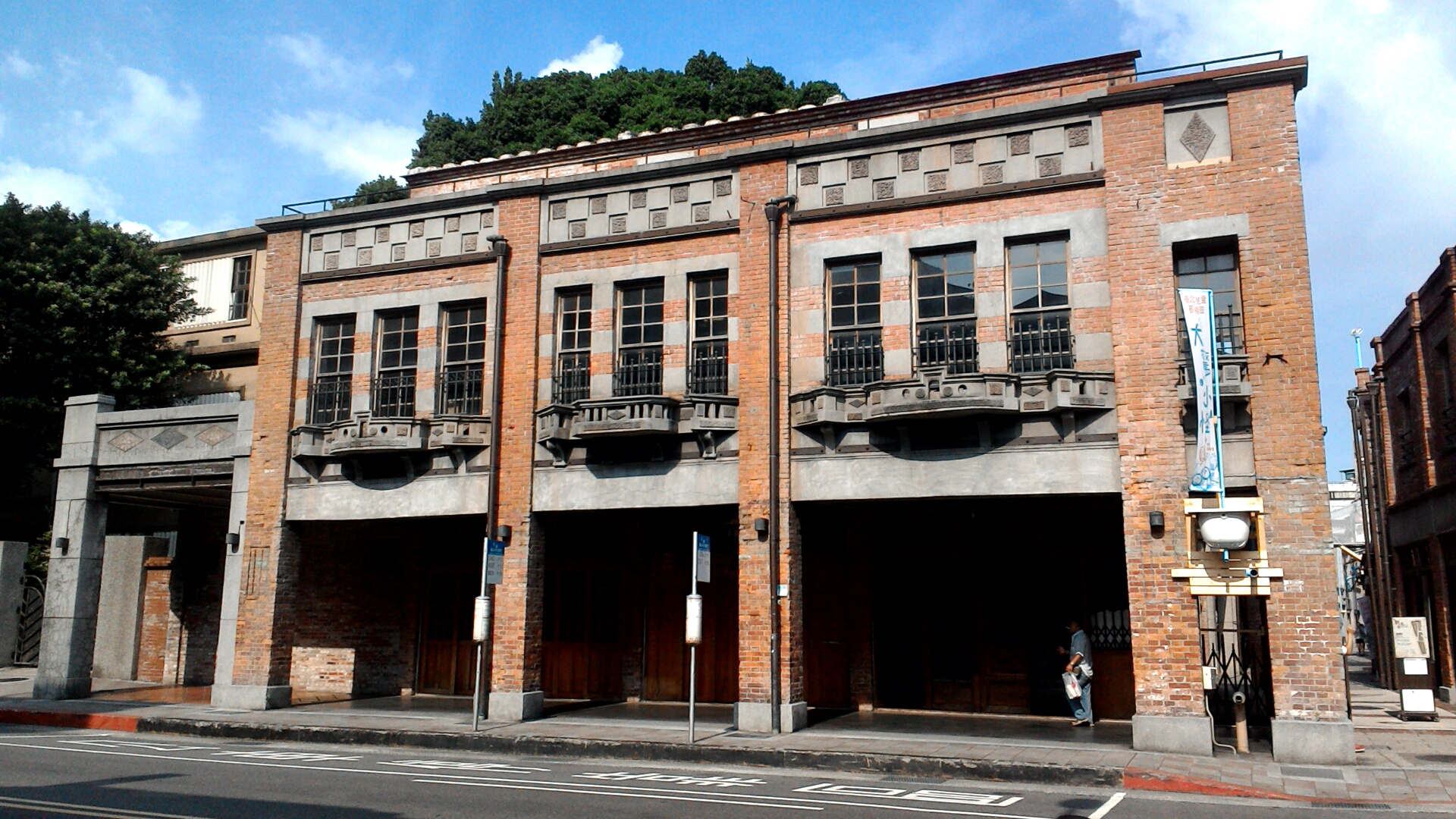
剝皮寮永興亭。

| 名稱                                     | 種類                             | 地址                                                   | 備註                     |
| ---------------------------------------- | -------------------------------- | ------------------------------------------------------ | ------------------------ |
| 章太炎故居                               | 宅第                             | 台北市萬華區廣州街123號                                | 經文資會調查審議後已廢止 |
| 艋舺王宅二進遺構                         | 宅第                             | 台北市萬華區西昌街177號                                |                          |
| 漢口街2段125號店屋                       | 宅第                             | 台北市萬華區漢口街二段125號                            | [ 74 ]                   |
| 西寧南路14-3號店屋                       | 宅第                             | 台北市萬華區西寧南路14-3號                             | [ 75 ]                   |
| 剝皮寮歷史建築群(鄉土教育中心、藝文特區) | 宅第                             | 台北市萬華區廣州街、康定路一帶                         |                          |
| 青草巷歷史建築群                         | 宅第                             | 臺北市萬華區西昌街220號、224巷3、5、7、9、11、13、15號 |                          |
| 仁濟療養院(現為仁濟文物館)               | 具有歷史、文化、藝術價值之建造物 | 台北市萬華區西園路二段42號                             |                          |
| 台北西本願寺(輪番所、參道、本堂、御廟所) | 寺廟                             | 台北市萬華區中華路一段（長沙街二段與貴陽街二段間）     |                          |

#### 其他歷史建築
| 名稱                                                  | 地址                         | 備註              |
| ----------------------------------------------------- | ---------------------------- | ----------------- |
| 台北天后宮（西門町媽祖廟）                            | 台北市萬華區成都路51號       |                   |
| 艋舺金門館                                            | 台北市萬華區廣州街81巷4弄3號 |                   |
| 料館媽祖廟                                            | 台北市萬華區廣州街253巷27號  |                   |
| 艋舺江夏黃氏大宗祠（黃氏家廟/種德堂，現為種德幼稚園） | 台北市萬華區廣州街265巷3號   |                   |
| 楊聖廟（財團法人四知堂）                              | 台北市萬華區東園街154巷39號  |                   |
| 廣照宮                                                | 台北市萬華區長泰街54號       |                   |
| 艋舺教會                                              | 台北市萬華區貴陽街二段94號   |                   |
| 東園國小(包含加蚋公學校石碑)                          | 台北市萬華區東園街195號      |                   |
| 穀鳥軒                                                | 台北市萬華區廣州街150號      | 現為85度C廣州店。 |

#### 一般古物
| 名稱                                             | 種類                | 地址                      | 備註   |
| ------------------------------------------------ | ------------------- | ------------------------- | ------ |
| 淡北育嬰堂碑                                     | 圖書文獻-文獻       | 台北市萬華區廣州街243號   | [ 76 ] |
| 台北市法華寺之「南無妙法蓮華經」石碑與「百度石」 | 生活及儀禮器物-其他 | 台北市萬華區西寧南路194號 |        |

#### 已消失的名勝古蹟
| 名稱             | 概要                                                                             | 備註 |
| ---------------- | -------------------------------------------------------------------------------- | ---- |
| 河乃莊           | 曾在1953年(民國42年)出版的「北市要覽」中，與中華民國(台北)總統府等名列重要地標。 |      |
| 艋舺隘門         | 原位於廣州街223巷口。                                                            |      |
| 蓮花池           | 清代位在艋舺新街後面，大約在今日康定路老松國小以北，桂林路上現有舊址碑。         |      |
| 艋舺義倉         | 現為台北市政府警察局萬華分局，在警局前有塊舊址碑。                               |      |
| 仁濟療養院       | 現為和平青草園，僅一號病房存在（一號病房現為綠教室）。                           |      |
| 台北東本願寺     | 現址為獅子林大樓（獅子林百貨）。                                                 |      |
| 朝北醫院         | 為日治時期的一座醫院，為當時萬華地區的著名醫院，並有「北仁安南朝北」的說法。     |      |
| 台北市西區憲兵隊 | 憲兵隊已裁撤，原址將興建社會住宅。                                               |      |
| 中華商場         | 1961年4月22日落成啟用，1992年10月下旬拆除。                                      |      |

## 購物

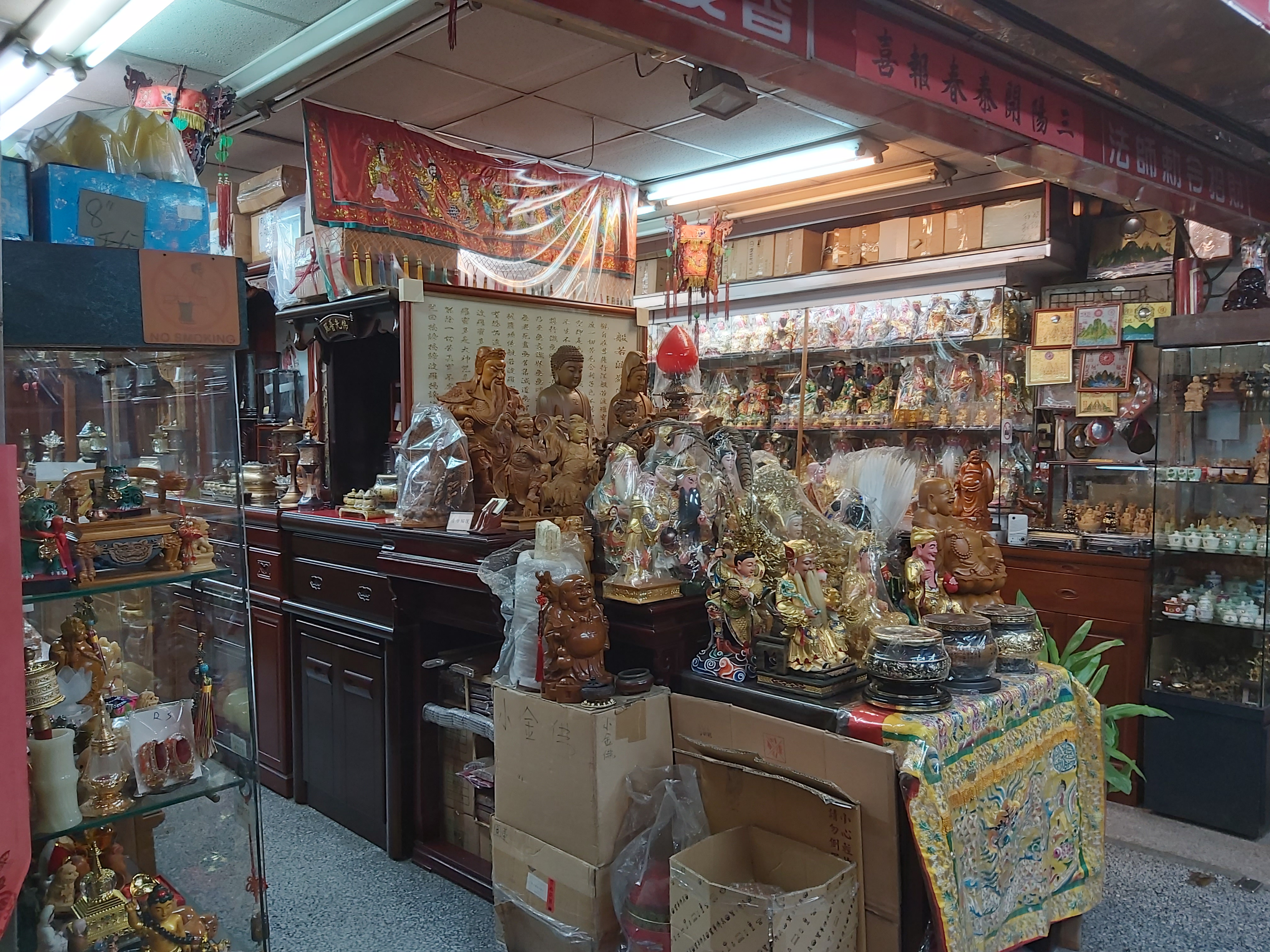
萬華區佛具街

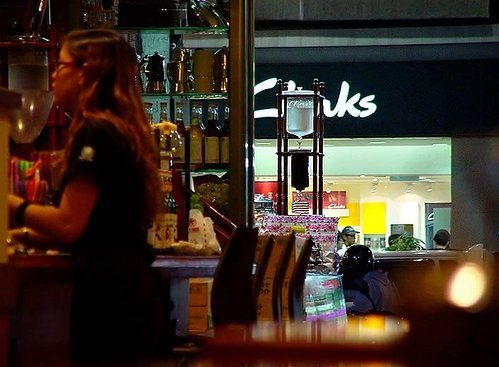
萬華區咖啡街

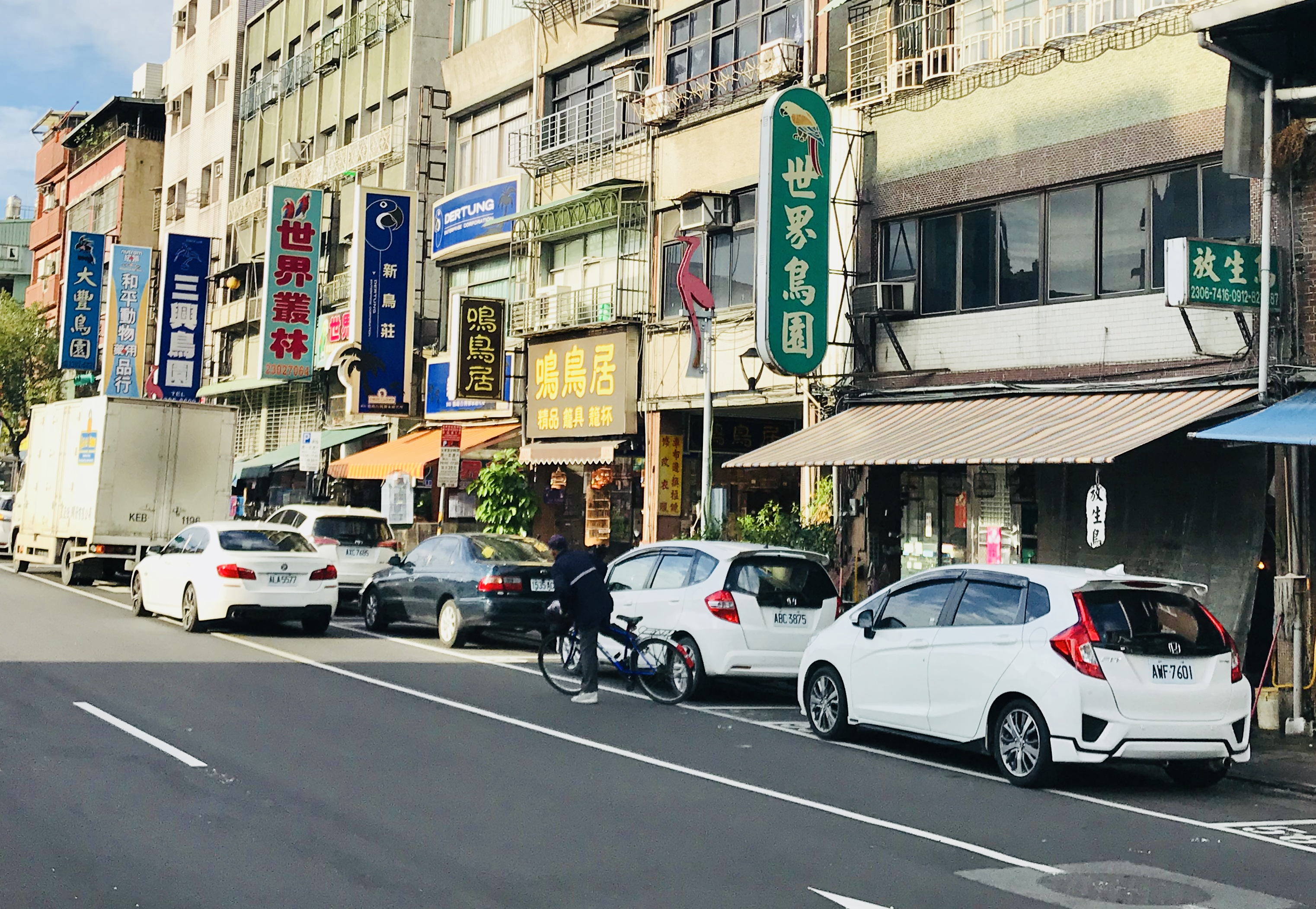
台北鳥店街

### 商圈
- 西門町徒步區
- 艋舺服飾商圈

### 夜市
- 華西街觀光夜市
- 萬華夜市
  - 西昌街夜市
  - 廣州街夜市
  - 梧州街夜市

### 量販店
- 家樂福桂林店
- 小北百貨康定店
- 唐吉訶德 (企業)西門店

### 市集

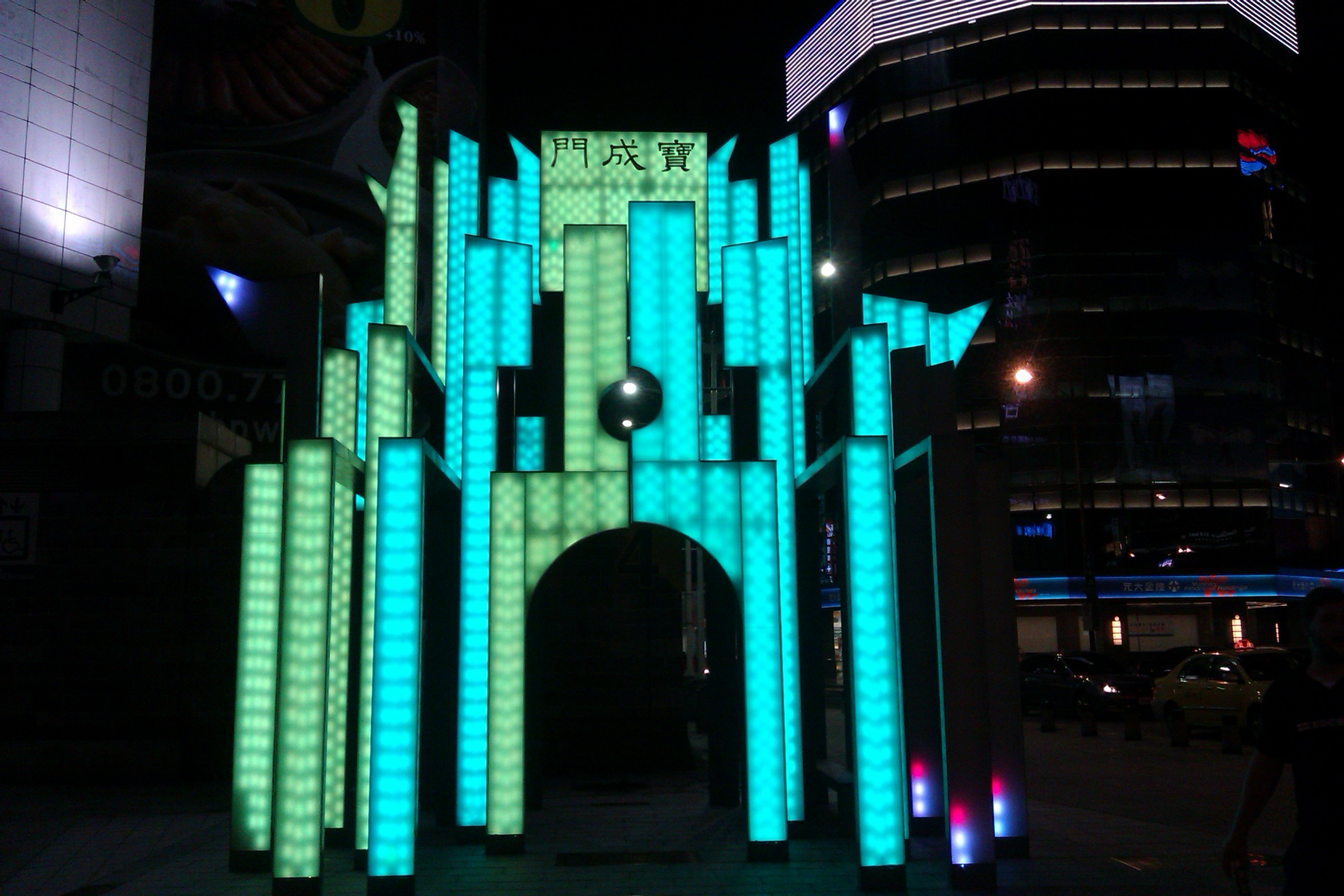
寶成門

- 佛具街：西園路一段[77]
- 青草巷：西昌街224巷[78]
- 電子街：忠孝西路二段
- 五金街：環河南路一段
- 鐘錶街：大理街[79]
- 家具街：長沙街二段[80]
- 舊貨街(舊貨市場)：桂林路
- 金飾珠寶街：西園路一段

- 龍山寺地下街
- 西門地下街
- 電影街：武昌街二段
- 台北鳥店街：和平西路三段
- 艋舺老街：貴陽街二段
- 復興戲院：東園街28巷
- 中原市場：西園路二段140巷、96巷

- 龍山商場
- 娜魯灣原住民族商場[81]
- 環南市場[82]
- 西門市場
- 東三水街市場
- 第一果菜批發市場[83]

- 直興市場[84]
- 東園市場
- 西寧市場[85]
- 華江市場
- 雙和黃昏市場(亦有早市)
- 南機場市場

## 外部連結
- 臺北市萬華區公所（繁體中文）